# 中小企業基盤整備機構
独立行政法人中小企業基盤整備機構（ちゅうしょうきぎょうきばんせいびきこう、Organization for Small & Medium Enterprises and Regional Innovation, JAPAN）は、独立行政法人中小企業基盤整備機構法（平成14年法律第147号）により、2004年（平成16年）7月に設立された独立行政法人である。略称は中小機構。

## 概説
中小機構は、中小企業総合事業団（信用保険部門を除く）・地域振興整備公団（地方都市開発整備等業務を除く）及び産業基盤整備基金（省エネ・支援法関係業務を除く）の3つの特殊法人を統合し、設立された。
事業内容は、中小企業やベンチャー企業等の事業者への助言や研修、中小企業者向けの高度化融資、小規模企業共済、中小企業倒産防止共済、中小企業総合展の開催、中小企業大学校の運営等を通じて、中小企業者等の事業活動の活性化のための基盤整備を行うことにある。
なお、中小機構に統合されなかった3つの特殊法人の中小企業信用保険部門は株式会社日本政策金融公庫（日本公庫／旧中小企業金融公庫）に、地方都市開発整備等業務は独立行政法人都市再生機構（UR都市機構／旧都市基盤整備公団）に、省エネ・支援法関係業務は国立研究開発法人新エネルギー・産業技術総合開発機構（NEDO）にそれぞれ統合されている。
全国の中小企業や小規模事業者、起業に関心のある人のために、新ビジネス創出のための学び・実践・気づきが得られるワークショップ・講座・イベントなどの自己啓発の場として、東京商工会議所に隣接する丸の内二丁目ビルに「TIP*S（ティップス）」を設けている。
全国各地の災害で被災した中小企業の復興の一助として、仮設店舗の建設・解体にも携わる。東日本大震災の仮設店舗は、理美容店・日用品販売店・食堂など異業種が混在して入居する9区画の「鵜（う～の）！はなます商店街」の小規模のものから、全てが飲食店で構成された48区画の「釜石はまゆり飲食店街」の大規模なものがある。

## 組織・人事
理事長
宮川正（2024年4月1日-2029年3月31日（任期））
鈴木孝男 (2004年7月1日-2008年6月30日（任期：初代））
副理事長
村松清孝（2020年7月1日-2024年6月30日（任期））